# GeoJSON
 je standardni otvoren format za kodiranje kolekcija jednostavnih geografskih podešavanja uz njihove ne-prostorne atribute korišćenjem JavaScript Object Notacije. Podešavanja uključuju tačke(otuda adrese i lokacije), izlomljne linije(otuda ulice, autoputevi i granice), poligone (države, provincije, površine zemlje), i višečlane kolekcije ovih tipova. GeoJSON podešavanjima jedino nije potrebna reprezentacija entiteta fizičkih reči; mobilno rutiranje i aplikacije za navigaciju, na primer, mogu opisati njihovu pokrivenost usluga korišćenjem GeoJSON-a.
Zvanična vrsta internet medija za GeoJSON je application/vnd.geo+json. Ekstenzija GeoJSON fajlova je .json, .geojson.
GeoJSON format se razlikuje od drugih GIS standarda u tome da je napisan i da je održavan ne formalnim organizacijama standarda, vec grupom Internet developera.
Značajan dodatak GeoJSON-a je TopoJSON ekstenzija GeoJSON-a koja kodira geo-prostornu topologiju i koja tipično obezbeđuje manje veličine datotekama.

## Istorija
Grupa koja je radila na GeoJSON formatu i diskusije o njemu su počele u martu 2007. , i specifikacija formata je završena u junu 2008.

## Primeri
```
{

  
"type"
:
 
"FeatureCollection"
,

  
"features"
:
 
[

    
{

      
"type"
:
 
"Feature"
,

      
"geometry"
:
 
{

        
"type"
:
 
"Point"
,

        
"coordinates"
:
 
[
102.0
,
 
0.6
]

      
},

      
"properties"
:
 
{

        
"prop0"
:
 
"value0"

      
}

    
},

    
{

      
"type"
:
 
"Feature"
,

      
"geometry"
:
 
{

        
"type"
:
 
"LineString"
,

        
"coordinates"
:
 
[

          
[
102.0
,
 
0.0
],
 
[
103.0
,
 
1.0
],
 
[
104.0
,
 
0.0
],
 
[
105.0
,
 
1.0
]

        
]

      
},

      
"properties"
:
 
{

        
"prop1"
:
 
0.0
,

        
"prop0"
:
 
"value0"

      
}

    
},

    
{

      
"type"
:
 
"Feature"
,

      
"geometry"
:
 
{

        
"type"
:
 
"Polygon"
,

        
"coordinates"
:
 
[

          
[

            
[
100.0
,
 
0.0
],
 
[
101.0
,
 
0.0
],
 
[
101.0
,
 
1.0
],
 
[
100.0
,
 
1.0
],

            
[
100.0
,
 
0.0
]

          
]

        
]

      
},

      
"properties"
:
 
{

        
"prop1"
:
 
{

          
"this"
:
 
"that"

        
},

        
"prop0"
:
 
"value0"

      
}

    
}

  
]

}

```

### Geometrijski primeri
| Tip               | Primer | Primer                                                                                       |
| ----------------- | --- | -------------------------------------------------------------------------------------------- |
| Tačka             | | { "type": "Point", "coordinates": [30, 10] }                                                 |
| Izlomljena linija | | { "type": "LineString", "coordinates": [ 30, 10], [10, 30], [40, 40] }                       |
| Poligon           | | { "type": "Polygon", "coordinates": [ [[30, 10], [40, 40], [20, 40], [10, 20], [30, 10]] ] } |
| Poligon           | { "type": "Polygon", "coordinates": [ [[35, 10], [45, 45], [15, 40], [10, 20], [35, 10]], [[20, 30], [35, 35], [30, 20], [20, 30]] ] } |                                                                                              |

| Tip                     | Primer | Primer |
| ----------------------- | --- | --- |
| Više tačaka             | | { "type": "MultiPoint", "coordinates": [ 10, 40], [40, 30], [20, 20], [30, 10] }                                                             |
| Više izlomljenih linija | | { "type": "MultiLineString", "coordinates": [ [[10, 10], [20, 20], [10, 40]], [[40, 40], [30, 30], [40, 20], [30, 10]] ] }                   |
| Više poligona           | | { "type": "MultiPolygon", "coordinates": [ [[30, 20], [45, 40], [10, 40], [30, 20]] ], [ [[15, 5], [40, 10], [10, 20], [5, 10], [15, 5]] ] } |
| Više poligona           | { "type": "MultiPolygon", "coordinates": [ [[40, 40], [20, 45], [45, 30], [40, 40]] ], [ [[20, 35], [10, 30], [10, 10], [30, 5], [45, 20], [20, 35]], [[30, 20], [20, 15], [20, 25], [30, 20]] ] } | |

## Podržani softver
GeoJSON je podržan brojnim mapnim i GIS softver paketima, uključujući i OpenLayers, Leaflet, MapServer, Geoforge Архивирано на веб-сајту  (19. март 2011) software, GeoServer, GeoDjango, GDAL, Safe Software FME, i CartoDB. Takođe je moguće koristiti GeoJSON sa PostGIS i Mapnik, od kojih oba mogu da podrže format preko GDAL OGR biblioteke za konverziju. Bing Maps, Yahoo! i Google takođe podržavaju GeoJSON u njihovim API uslugama.

The Google Maps Javascript API v3 direktno podržava integraciju GeoJSON slojeva podataka kao što od 19. marta 2014. godine
GitHub takođe podržava GeoJSON renderovanje i Potrace GeoJSON eksport.

## TopoJSON
TopoJSON je ekstenzija GeoJSON-a koja kodira topologiju. Radije nego predstavljanje geometrije diskretno, geometrije u TopoJSON datotekama su prošivene zajedno iz deljene linije segmenata zvane "arcs". Arcs su sekvence tačaka, dok su izlomljene linije i poligoni definisani kao sekvence arcs-ova. Svaki arc je definisan samo jednom, ali moze da se referiše više puta koristeći različite oblike, odatle redudansa redukovanja, i smanjenje veličine datoteke. Pored toga, TopoJSON olakšava aplikacije koje koriste topologiju, kakve su pojednostavljenje topološko-sačuvljivih oblika, automatsko bojenje mapa, i kartogrami.
Referenca  implementacije specifikacije TopoJSON-a je dostupna kao alatka komandne linije za kodianje TopoJSON-a iz GeoJSON-a (ili ESRI Shapefiles) i kao biblioteka JavaScript na klijentskoj strani koja dekodira TopoJSON nazad u GeoJSON. TopoJSON je takođe podržan od strane popularne OGR alatke od verzije 1.11 i PostGIS od verzije 2.1.0.